# Koldicové z Koldic
Koldicové z Koldic (německy Colditz, Kolditz) jsou někdejší starý saský šlechtický rod, který se usídlil také v Čechách, na Moravě a ve Slezsku.

## Dějiny
Jméno rodu pochází již od jistého ministeriála Thima (Těmy), jehož hrad Koldice v Plíseňsku byl roku 1158 císařem Fridrichem Barbarossou povýšen na říšské léno. Saský junker Těma I. z Koldic si roku 1330 získal od krále Jana Lucemburského do zástavy hrad Rosenberg). Jeho následníky byli jeho syn Těma II. a vnuk Těma III.
Těma VII. se stal maršálkem markraběte Bedřicha Míšeňského a roku 1369 se stal zemským hejtmanem Vratislavi. Těma VIII., od roku 1348 dvorní maršálek a komorník císaře Karla IV., dosáhl značného významu. Roku 1378 získal panství Eilenburg, v roce 1379 zástavní panství Pirnu a roku 1382 Nový Žeberk. Věrné služby císaři přinesly Těmovi VIII. velké jmění v Čechách. Již roku 1318 je doložena panská Koldická mincovna, v níž byly raženy jednostranné feniky (brakteáty).
Těma V. roku 1486 své panství na Krupce prodal Arnoštovi ze Šumburka.
Když v roce 1404 panství Koldice připadlo Wettinům, zřídili zde Amt Koldice se sídlem na koldickém zámku. Česká větev rodu vymřela zřejmě po roce 1620.

## Příbuzenství
Podle vývodu z předků britského krále Karla III., patří rod Koldiců mezi jeho předky. V šestnácté generaci Dorothea z Koldic (1480–1520), v sedmnácté generaci Johanna z Koldic a Těma z Koldic († 1508), a rovněž pak v osmnácté generaci Hans z Koldic.[zdroj⁠?!]

## Osobnosti rodu
- Kolda z Koldic, dominikánský mnich
- Oldřich I. z Koldic († 1315), naumburský biskup (1304–1315)
- Vítek II. z Koldic († 1342), míšeňský biskup (1312–1342)
- Těma z Koldic, hornolužický zemský fojt (1355–1366)
- Těma z Koldic († 1410), míšeňský biskup (1399–1410)
- Albrecht z Koldic († 1448), svídnicko-javorský, vratislavský a hornolužický hejtman

## Erb
Dle erbovní galerie v Laufu a pečetí lze erb rekonstruovat bez absolutní jistoty barevného provedení. Štít má v horním zlatém poli polovinu černého lva (s červenou zbrojí), dolní pole zlaté nebo stříbrné s černými kosmými břevny (či vícekrát kosmo dělené). Jiný erb Koldiců je rozdělen, v dolní části ve stříbrném poli dvě šikmá černá břevna, nahoře v červeném poli vyrůstající zlatý lev s nataženými tlapami.